# 기대 (걸스데이의 음반)
《기대》는 2013년 3월 14일에 발매된 걸스데이의 정규 1집이다. 타이틀곡 〈기대해〉는 공중파 1위후보까지 오르며 인기를 모았다. 리패키지 《여자 대통령》은 2013년 6월 23일에 발매되었으며 타이틀곡 <여자 대통령>으로 데뷔 후 첫 공중파 1위에 올랐다.

## 트랙 리스트
1. Girl`s Day World (Intro)
2. 기대해
3. I Don`t Mind
4. Easy Go.
5. 그녀를 믿지마
6. White Day
7. 어쩜 좋아
8. 반짝반짝
9. 한번만 안아줘
10. Oh! My God!
11. 나를 잊지마요
12. 너 한눈 팔지마! (Remix Club Ver.)
13. 기대해 (Inst.)
14. White Day (Inst.)

리패키지
1. Girl`s Day World (Intro)
2. 여자 대통령
3. 기대해
4. I Don`t Mind
5. Easy Go.
6. 그녀를 믿지마
7. White Day
8. 어쩜 좋아
9. 반짝반짝
10. 한번만 안아줘
11. Oh! My God!
12. 나를 잊지마요
13. 여자 대통령 (Inst.)